# أورسن ويلز
جورج أورسن ويلز (بالإنجليزية: George Orson Welles) (‏6 مايو 1915 - 10 أكتوبر 1985) كان مخرجاً وممثلاً وكاتباً ومنتجاً وساحراً أمريكياً، عُرف بأعماله التجريبية والمبتكرة في السينما والمسرح والراديو. ويُعتبر من أعظم المخرجين وأكثرهم تأثيرًا في تاريخ االسينما.
في سن الحادية والعشرين، أخرج أعمالاً مسرحية بارزة ضمن مشروع المسرح الفيدرالي في نيويورك، بدءاً من نسخة شهيرة لمسرحية ماكبث عام 1936 ببطولة ممثلين من أصول إفريقية، وصولًا إلى المسرحية السياسية الغنائية المهد سيهتز عام 1937. أسس مع جون هاوسمان فرقة "مسرح ميركوري"، التي قدمت عروضًا على مسارح برودواي حتى عام 1941، من أبرزها عرض عصري لمسرحية يوليوس قيصر بنَفَس سياسي. في عام 1938، انطلق برنامجه الإذاعي مسرح ميركوري على الهواء، الذي منحه شهرة عالمية عندما قدّم اقتباساً إذاعياً لرواية حرب العوالم لهربرت جورج ويلز، حيث اعتقد بعض المستمعين أن غزواً مريخياً حقيقياً وقع بالفعل، مما جعله مثار جدل واسع وهو في الثالثة والعشرين من عمره.
أول أفلامه كان المواطن كين عام 1941، الذي شارك في كتابته وإنتاجه وإخراجه وأدى فيه دور البطولة بشخصية تشارلز فوستر كين. لاقى الفيلم إشادة هائلة واعتُبر لاحقًا من أعظم ما أُنتج في تاريخ السينما. أخرج لاحقاً اثني عشر فيلماً، من أبرزها آل أمبرسون الأجلاء (1942) وعطيل (1951) ولمسة من الشر (1958) والمحاكمة (1962) وأجراس منتصف الليل (1966). كما مثّل في أفلام شهيرة لمخرجين آخرين، منها دور روتشستر في جين آير (1943)، وهاري لايم في لرجل الثالث (1949)، والكاردينال وولسي في رجل لكل العصور (1966).
تميّز أسلوبه الإخراجي باستخدام السرد الطبقي وغير الخطي، والإضاءة الدرامية، وزوايا التصوير غير المألوفة، وتقنيات صوتية مستوحاة من الراديو، إضافةً إلى لقطات طويلة وتصوير بالتركيز العميق. وُصف بأنه " المؤلف السينمائي المطلق". كان ويلز من خارج المنظومة التقليدية لهوليوود وقد عانى في الحفاظ على سيطرته الإبداعية من استديوهات الإنتاج الكبرى في هوليوود والممولين المستقلين في أوروبا لاحقاً حيث قضى معظم مسيرته. نال ويلز جائزة أوسكار واحدة وثلاث جوائز غرامي، إلى جانب تكريمات كبرى مثل جائزة الأسد الذهبي في مهرجان البندقية (1947) والسعفة الذهبية في كان (1952) وجائزة الأوسكار الشرفية (1970) وجائزة معهد الفيلم الأمريكي لإنجاز العمر (1975)، وزمالة معهد الفيلم البريطاني (1983). وفي عام 2002، صوّت نقاد ومخرجون لصالحه كأعظم مخرج في تاريخ السينما من خلال استفتاء اجراه معهد الفلم البريطاني. وفي 2018، ضُم اسمه إلى قائمة أعظم ممثلي هوليوود في صحيفة ديلي تلغراف. كتب عنه ميشيل ماك ليامور، الذي عمل معه على المسرح في دبلن وهو في السادسة عشرة وشارك لاحقًا في فيلم عطيل، قائلًا إن شجاعة أورسن، مثل كل صفاته الأخرى من خيال وأنانية وسخاء وقسوة وصبر ونفاد صبر وحساسية وفظاظة ورؤية، كلها تأتي "بصورة خارجة عن المألوف ومهيبة".":xxxvii

## مسيرته
ولد أورسن ويلز في ولاية ويسكونسن الأميركية في 6 مايو عام 1915 في عائلة متوسطة الحال. كانت أمه «بياترس إيفز ويلز» تعزف الموسيقى وتعمل في معهد الفن بشيكاغو. ووالده «ريتشارد هوجسون ويلز» كان مخترعا وتتكرّر محاولاته لصنع طائرة ثم صار مدمن خمر وعاطلا عن العمل. كان تأثير «بياترس» والدة أورسن على طفلها كبيرا في طفولته الأولى. حيث أدخلته إلى عالمها الموسيقي بوصفها عازفة بيانو. فقد هيأت له دروسا في تعلم البيانو والكمان. وكان بعمر الخامسة يستمع إلى موسيقى موريس رافيل وإيغور سترافينسكي. وقرأ كتب وليم شكسبير منذ ذلك الوقت المبكر. جاءت وفاة والدته بسبب التهاب كبدي مباشرة بعد احتفاله بعيد ميلاده التاسع. بعد وفاتها ابتعد أورسن عن أجواء الموسيقى تلك. فلم يمس آلة البيانو قط حتى مماته[بحاجة لمصدر]. غير أن هذه المرحلة كانت بالغة التأثير في شخصية ويلز في حياته العملية فيما بعد. عام 1925 بعد بلوغه العاشرة اقتبس مسرحية قضية الدكتور جيكل والسيد هايد الغريبة فأخرجها ولعب فيها دور البطولة. الأمر الذي دفع إحدى الصحف آنذاك إلى وصفه «بابن العاشرة المهرج والممثل والشاعر».

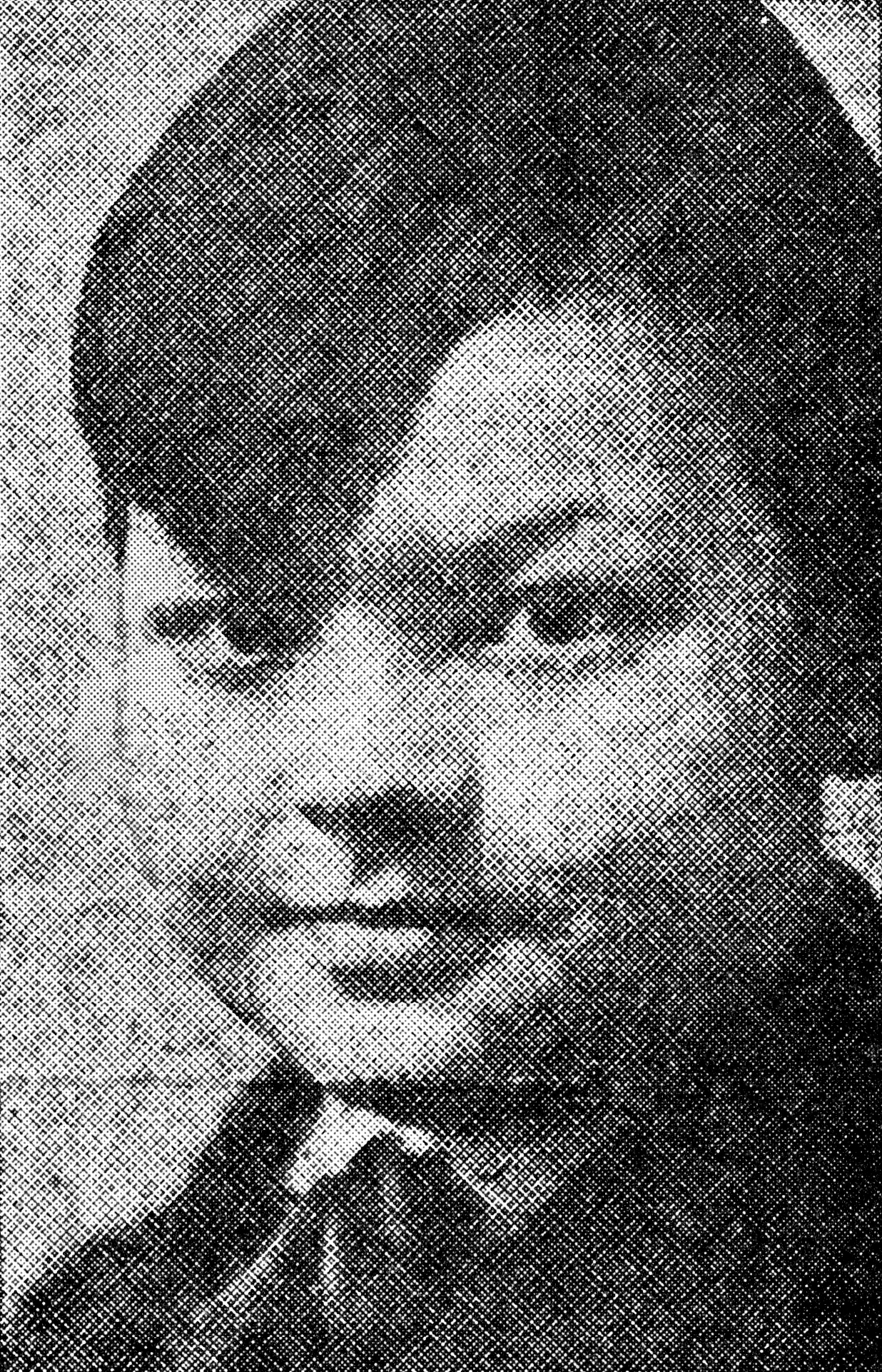
أورسون ويلزر سنة 1926، من قصاصة خبر بعنوان: "رسام وممثل وشاعر في سن العاشرة".

درس المرحلة الابتدائية في مدرسة حكومية في مدينة ماديسون. في سبتمبر من عام 1926، التحق ويلز بمتوسطة «تود للأولاد»، وهي مدرسة خاصة ذات تكاليف عالية مقرها مدينة وودستوك. تلقى ويلز عناية خاصة من الأستاذ «روجر هيل» الذي هيأ له بيئة تعليمية تناسب مواهبه، حيث سمح لويلز بالتركيز على المواد التي يميل إليها. قام ويلز بتقديم العديد من العروض المسرحية في المدرسة. وأعد وقدم مسلسلا إذاعيا مقتبسا عن قصص شارلوك هولمز.
في ديسمبر عام 1930، حين كان ويلز في الخامسة عشرة من عمره، توفي والده بعمر ال58 بسبب أمراض في القلب والكلى نتيجة الإدمان على الكحول. في العام التالي أنهى ويلز دراسته المتوسطة، وتلقى منحة دراسية من جامعة هارفرد. لكنه قرر السفر إلى أوروبا وعدم إكمال الدراسة. عام 1931.

### المسرح والإذاعة
سافر ويلز إلى إيرلندا وعمل في عدة مسارح في دوبلين. بعد أكثر من عام عاد إلى الولايات المتحدة. رجع ويلز إلى «مدرسة تود» وقدم مشروع كتب تعليمية بعنوان «شكسبير للجميع». لاقت سلسلة الكتب نجاحا وأعيد طبعها سنوات طويلة.
عام 1933، بوساطة من «روجر هيل» أستاذه في «مدرسة تود»، تلقى ويلز عقدا لتمثيل ثلاث مسرحيات. عرضت المسرحيات في نيويورك واستمر عرضها 36 أسبوعا. عام 1934 عمل لأول مرة في الإذاعة، في برنامج ثقافي مع إذاعة سي بي إس. في نفس السنة قدم أيضا أول أفلامه، وهو فيلم صامت قصير من ثمان دقائق بعنوان قلوب العمر. في نوفمبر من ذلك العام تزوج من ممثلة من شيكاغو.
لفت أداء ويلز المسرحي انتاه المنتج المسرحي جون هاوسمان الذي ضمه لمشروع «المسرح الاتحادي» الذي كان يهدف إلى الارتقاء بالمسرح الأمريكي وقت الكساد الكبير. وقدموا عام 1937 مسرحية ماكبث بطاقم كله أمريكيون أفارقة ثم تركوا مشروع «المسرح الاتحادي» وأسسوا «مسرح عطارد» الخاص بهما وقدموا مسرحية يوليوس قيصر بأزياء حديثة وتعريض بإيطاليا الفاشية. استمر مسرحهما بنجاح كبير ثم صار له برنامج إذاعي أسبوعي من 1938 حتى 1940. أحد حلقات البرنامج حملت عنوان «حرب العوالم» وكانت مقتبسة من عمل لهربرت جورج ويلز وكان ضمن التمثيلية نشرة إخبارية بصوت أورسن ويلز تحكي هجوم كائنات فضائية مما أرعب بعض المستمعين الذي ظنوا أنه حقيقة.

### المواطن كين
بعد نجاحاته في المسرح والإذاعة وصلت أخبار ويلز إلى هوليوود، فوقع استوديو «آر كي أو» عام 1940 معه عقدا غير مسبوق يعطيه صلاحية كاملة لإخراج فيلمين مع نسبة من الأرباح وكان وقتها في الرابعة والعشرين. أراد ويلز في البداية تحويل رواية قلب الظلام لفيلم لكنه توقف وبدأ في مشروع فيلم مستوحى من حياة ويليام راندولف هارست الذي كتبه وأخرجه ومثل دور البطولة فيه. يحكي الفيلم قصة شارلز فوستر كين رجل الصحافة وصعوده إلى القمة وفساده. استعان ويلز بأفضل مصور في هوليوود وقتها «جريج تولاند» لكنه اختار ممثلين مغمورين. استغرق تصوير الفيلم عشرة أسابيع.
حاول هارست منع عرض الفيلم بكل الطرق. وتلقى مدير استوديو «آر كي أو» عروضا مالية من لويس بي. ماير ومن مدراء استوديوهات أخرى من أجل تدمير كل نسخ الفيلم المطبوعة. ومنع هارست صحفه من الحديث عن الفيلم نهائيا. طرح الفيلم لكنه لم يحقق نجاحا في شباك التذاكر. لكنه كان ناجحا جدا نقديا فاختاره المجلس الوطني للمراجعة كأفضل فيلم لسنة 1941 ورشح لتسع جوائز أوسكار منها ثلاث لويلز حصل على واحدة هي جائزة أفضل سيناريو. وعلى المستوى الفني كان ثوريا خاصة من ناحية التصوير وطريقة سرد القصة. بدأ الفيلم يأخذ مكانته حين عرض الفيلم في فرنسا لأول مرة بعد الحرب عام 1946 وحين عرض في أمريكا في التلفاز عام 1956. ويعتبر الفيلم الآن من أهم الأفلام على الإطلاق.

## التمثيل[33]
- 1938: كثيرا جونسون
- 1940: المواطن كين
- 1944: هوليوود موكب
- 1946: غدا سوف يأتي دائما
- 1947: سيدة من شنغهاي
- 1949: الرجل الثالث